# Aulacopilum schaeferi
Aulacopilum schaeferi är en bladmossart som beskrevs av H. Crum 1988. Aulacopilum schaeferi ingår i släktet Aulacopilum och familjen Erpodiaceae. Inga underarter finns listade i Catalogue of Life.